# Estany de la Gola
L'estany de la Gola és un llac glacial situat a 2.249 metres d'altitud i amb una capacitat de 1,5 hectòmetres cúbics situat a la conca lacustre de la capçalera de la vall d'Unarre del municipi de la Guingueta d'Àneu, al Pallars Sobirà. És el lloc de naixement del riu d'Unarre, i està inclòs en el Parc Natural de l'Alt Pirineu. S'hi arriba seguint el Camí de l'Estany de la Gola.
Per augmentar la capacitat de l'estany, als anys 60 del segle XX es va començar a construir una presa per part de l'empresa Hidroelèctrica de Catalunya, amb el propòsit de disposar de més aigua embassada per la central d'Esterri d'Àneu, però es va deixar inacabada. L'any 2009 es va fer una restauració paisatgística a la zona i es va construir el refugi de l'Estany de la Gola aprofitant el que havia estat un barracó per a les obres de la presa.